# Chupón (deporte)
En deportes de equipo, chupón es un término despectivo para referirse a un jugador que tiende a jugar siempre de forma individual, llevando continuamente el balón sin pasarlo, ignorando a sus compañeros de equipo, y tratando siempre de finalizar solo las jugadas, aunque esto conlleve perjudicar al equipo. El término es ampliamente utilizado en fútbol y baloncesto.
En Argentina y Uruguay el término utilizado es morfón.